# Коростышевская бумажная фабрика
Коростышевская бумажная фабрика (укр. Коростишівська паперова фабрика) — одно из старейших промышленных предприятий города Коростышев Коростышевского района Житомирской области Украины.

## История

### 1871 - 1917
Бумажная фабрика в Коростышевской волости Радомысльского уезда Киевской губернии была построена в 1871 году, основной продукцией предприятия являлась писчая бумага.
После начала первой русской революции в январе и феврале 1905 года работники фабрики бастовали, выдвинув требования сокращения рабочего дня, увеличения заработной платы и улучшения условий труда, но забастовки оказались слабо организованы и были подавлены. Тем не менее, около 50 рабочих фабрики участвовали в демонстрации 1 мая 1905 года.
28 апреля 1917 года в Коростышеве был избран Совет рабочих депутатов, в состав которого вошли 25 представителей промышленных и ремесленных предприятий города (в том числе, бумажной фабрики), решением Совета на предприятиях города был введён 8-часовой рабочий день.

### 1918—1991
В декабре 1917 года в городе была провозглашена Советская власть, но в дальнейшем до конца сентября 1919 года местность находилась в зоне боевых действий. После окончания гражданской войны началось восстановление предприятия и в конце 1920 года фабрика возобновила работу.
К концу 1924 года фабрика выпустила 900 пудов бумаги.
29 сентября 1934 года бумажная фабрика (ранее относившаяся к категории предприятий местной промышленности) была отнесена к категории предприятий республиканского значения.
В 1935 году фабрика являлась одним из крупнейших предприятий Коростышева. В 1936 году фабрика присоединилась к стахановскому движению (стахановцами стали рабочие В. И. Горобчук, С. Г. Третьяк и Н. В. Малькевич).
После начала Великой Отечественной войны фабрика остановила работу и в декабре 1943 года была полностью уничтожена при отступлении немецких войск, но после окончания боевых действий началось её восстановление.
В конце мая 1945 года фабрика возобновила выпуск продукции.
В 1959 году электроцеху бумажной фабрики было присвоено почётное звание коллектива коммунистического труда.
На рубеже 1960—1970-х годов фабрика была реконструирована при участии специалистов из Москвы и Бийска, что позволило увеличить объёмы производства: если в 1968 году предприятие изготавливало свыше 10 тонн бумаги в сутки, то в течение 1972 года изготовило 4,6 тыс. т бумаги.
В целом, в советское время бумажная фабрика входила в число ведущих предприятий города.

### После 1991
После провозглашения независимости Украины фабрика была передана в ведение Государственного комитета природных ресурсов Украины. 
21 января 1995 года фабрика была передана в управление государственной акционерной компании "Укрресурсы". 15 мая 1995 года Кабинет министров Украины принял решение о приватизации фабрики в течение 1995 года, после чего государственное предприятие было преобразовано в открытое акционерное общество.
В июне 1996 года фабрика была включена в перечень предприятий, подлежащих приватизации в соответствии с индивидуальными планами, после чего она была реорганизована в общество с ограниченной ответственностью.
В 2002 году владельцем фабрики стала корпорация ООО "АСС".